# Dhivehi
Dhivehi, auch Divehi oder Maledivisch (Eigenbezeichnung ދިވެހިބަސް divehibas), ist eine Sprache, die von rund 300.000 Menschen auf den Malediven, wo sie auch Amtssprache ist, sowie auf der zum indischen Unionsterritorium Lakshadweep gehörenden Insel Minicoy/Maliku gesprochen wird. 
Dhivehi verfügt über eine eigene Schrift namens Thaana, die von rechts nach links geschrieben wird und sich von der arabischen Schrift herleitet. Früher wurde Dhivehi in einer indischen Schrift, die sich von der Brahmi-Schrift herleitet, dem Dhives Akuru, geschrieben (siehe Unicodeblock Dives Akuru).
Dhivehi gehört zum indoarischen Zweig der indogermanischen Sprachfamilie, entwickelte sich – wie auch das Singhalesische – wahrscheinlich im 5. Jahrhundert v. Chr. aus einem Prakrit-Dialekt im Westen des indischen Subkontinents. Viele Sprachen haben Spuren im Dhivehi hinterlassen, in jüngerer Zeit üben besonders das Englische auf den Malediven und Minicoy, das Arabische auf den Malediven sowie Hindi und Malayalam auf Minicoy/Maliku Einfluss auf den Wortschatz aus.
Dhivehi unterscheidet mehrere Dialekte mit teils erheblichen Unterschieden in Aussprache und Wortschatz; daher können zwischen Sprechern nördlicher und südlicher Dialekte Verständnisschwierigkeiten auftreten.
Das Dhivehi der Malediven unterscheidet drei Höflichkeitsebenen, die je nach Statusgruppenzugehörigkeit verwendet werden. Die höflichste Anredeform wird für Mitglieder der Oberschicht verwendet und ist heute die übliche Form im maledivischen Fernsehen und Radio. Mit der zweiten Form spricht man ältere Menschen, Respektspersonen und Fremde an, während die zwanglose dritte Form bei Alltagsgesprächen benutzt wird.
Das deutsche Wort Atoll ist von Dhivehi atolhu abgeleitet.